# Letizia af Spanien
Dronning Letizia af Spanien (opr. Letizia Ortiz Rocasolano; født 15. september 1972 i Oviedo, Spanien) er hustru til Felipe 6. af Spanien, Spaniens konge siden 19. juni 2014.
Letizia har uddannelse som journalist og har tidligere arbejdet ved bl.a. det spanske tv-netværk TVE. Hun blev gift 6. august 1998 med forfatter og lærer Alonso Guerrero Pérez, efter 10 års forhold. Parret skiltes dog allerede igen året efter.

## Ægteskab og børn
Den 1. november 2003 blev hun til manges overraskelse, præsenteret som forlovet med den spanske kronprins. Brylluppet blev holdt den 22. maj 2004 i Almudena-katedralen i Madrid. Parret har to børn:
1. Leonor af Spanien (31. oktober 2005) – nr. 1 i tronfølgen
2. Sofia af Spanien (29. april 2007)

## Titler, prædikater og æresbevisninger

### Titler og prædikater
- 15. september 1972 – 7. august 1998 : Frøken Letizia Ortiz Rocasolano
- 7. august 1998 – 22. maj 2004 : Fru Letizia Ortiz Rocasolano
- 22. maj 2004 – 19. juni 2014 : Hendes Kongelige Højhed Fyrstinden af Asturien
- siden 19. juni 2014 : Hendes Majestæt Dronningen af Spanien

### Æresbevisninger
- Danmark: Ridder af Elefantordenen  (6. november 2023)[1]